# BM Car Things
BM Car Things war ein britischer Hersteller von Automobilen.

## Unternehmensgeschichte
Mick Mahoney gründete 1971 das Unternehmen in Basingstoke in der Grafschaft Hampshire. Er begann mit der Produktion von Automobilen und Kits. Der Markenname lautete BM. 1972 endete die Produktion. Insgesamt entstanden etwa 36 Exemplare.

## Fahrzeuge
Das einzige Modell war der Buggy. Dies war ein VW-Buggy, der den Buggies von GP ähnelte. Allerdings war das Heck anders gestaltet. Die Basis bildete das Fahrgestell vom VW Käfer. Zur Wahl standen Bausätze für ein gekürztes Fahrgestell für 95 Pfund und für ein ungekürztes Fahrgestell für 105 Pfund. 80 Farben standen zur Auswahl. Metalliclack kostete 10 Pfund Aufpreis. Komplettfahrzeuge gab es ab 395 Pfund.